# Chevroux (Ain)
Chevroux ist eine französische Gemeinde mit 981 Einwohnern (Stand: 1. Januar 2022) im Département Ain in der Region Auvergne-Rhône-Alpes. Sie gehört zum Kanton Replonges im Arrondissement Bourg-en-Bresse. 

## Geographie
Die Gemeinde Chevroux liegt im Westen der Bresse, 14 Kilometer nordöstlich von Mâcon. Das Gemeindegebiet wird vom Flüsschen Bief de Rollin durchquert. Chevroux grenzt im Norden an Gorrevod, im Nordosten an Saint-Étienne-sur-Reyssouze, im Osten an Boissey, im Südosten und Süden an Bâgé-Dommartin, im Südwesten an Manziat, im Westen an Ozan und im Nordwesten an Boz.

## Bevölkerungsentwicklung
| Jahr                       | 1962 | 1968 | 1975 | 1982 | 1990 | 1999 | 2006 | 2013 | 2020 |
| Einwohner                  | 637  | 587  | 516  | 517  | 586  | 657  | 823  | 944  | 966  |
| Quellen: Cassini und INSEE |      |      |      |      |      |      |      |      |      |

## Sehenswürdigkeiten
- Kirche Saint-Martin
- Ferme de la Bourlière (Bauernhof, Monument historique)
- Ferme du Mont (Bauernhof, Monument historique)
- Wasserturm

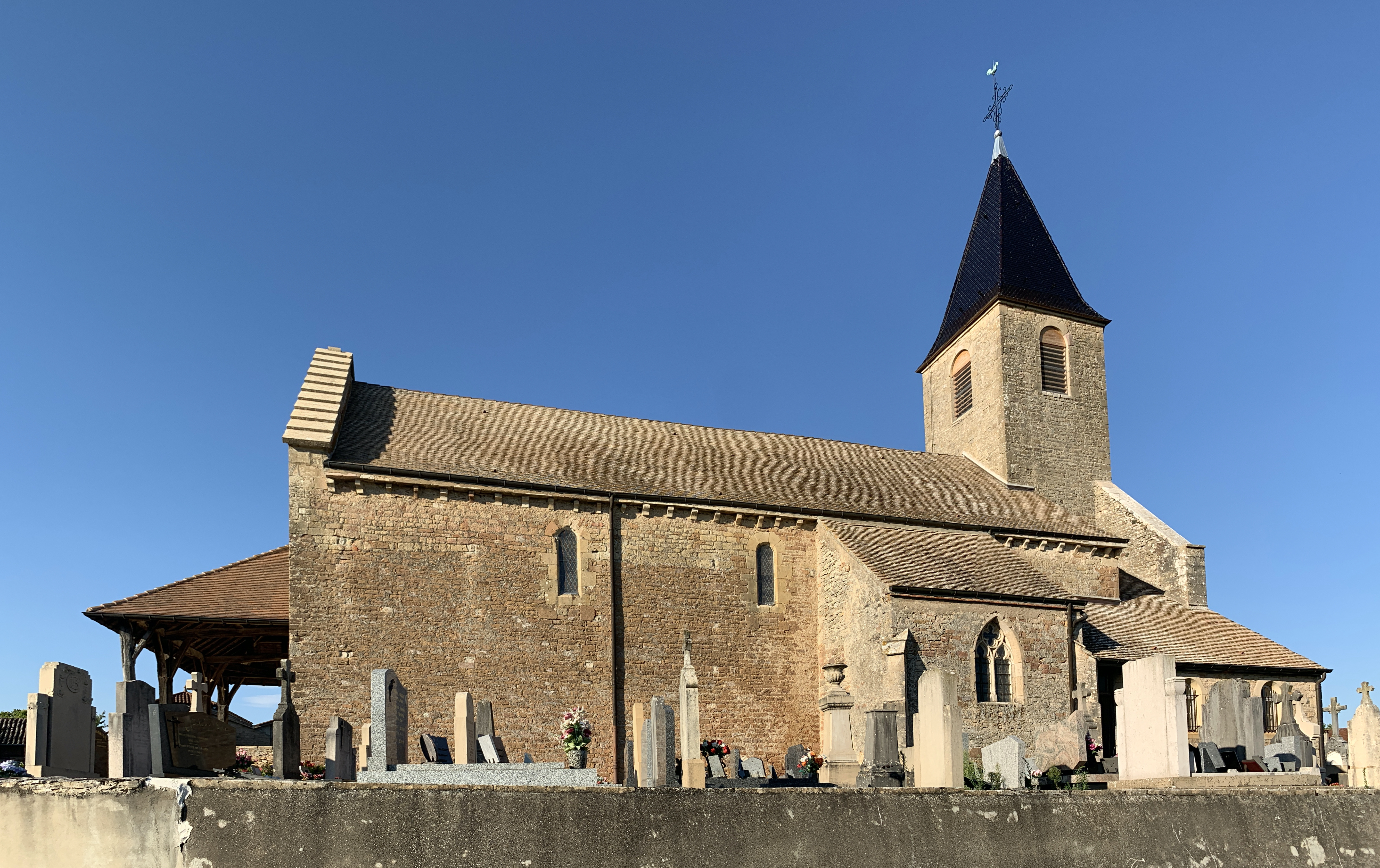
Kirche Saint-Martin
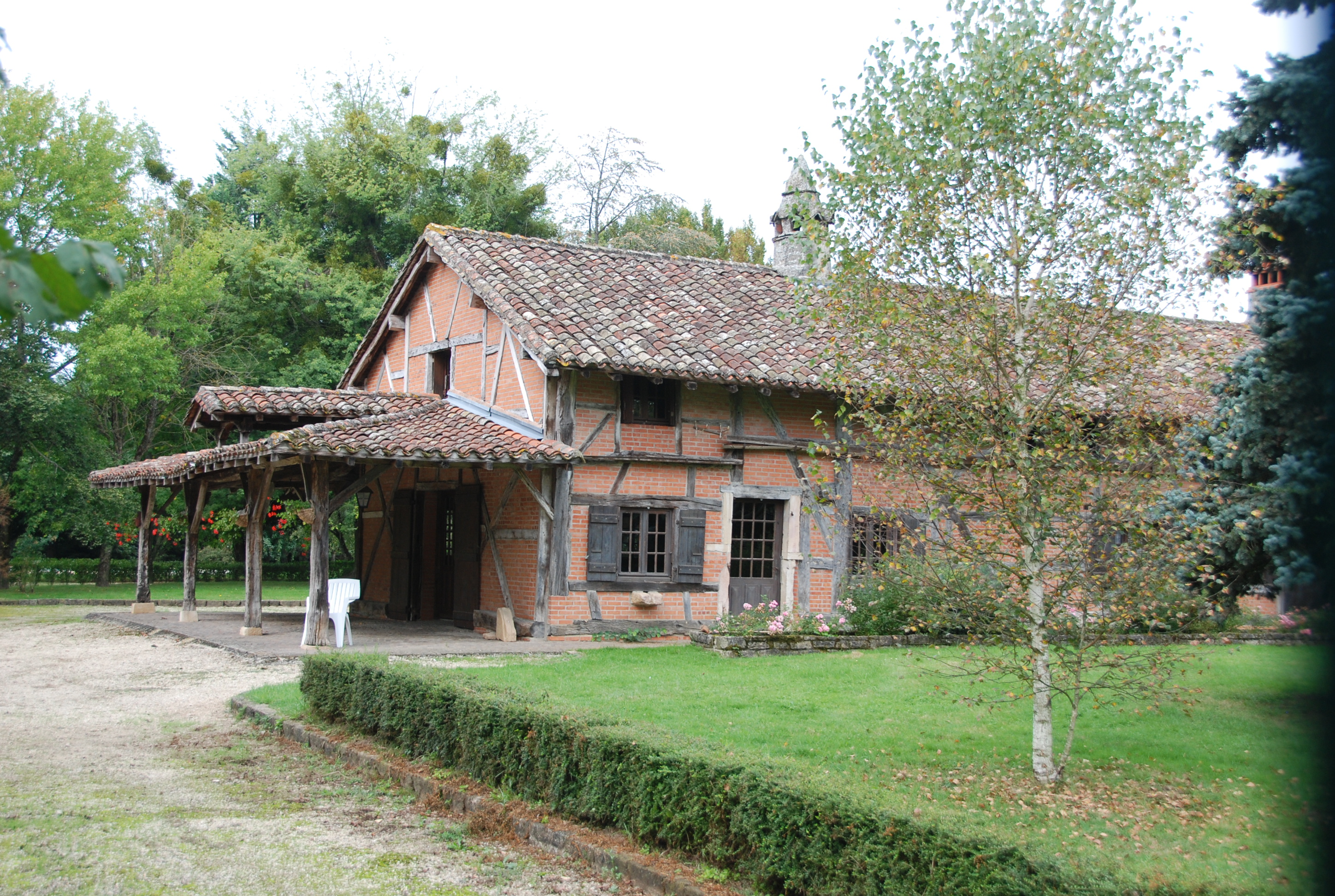
Ferme de la Bourlière
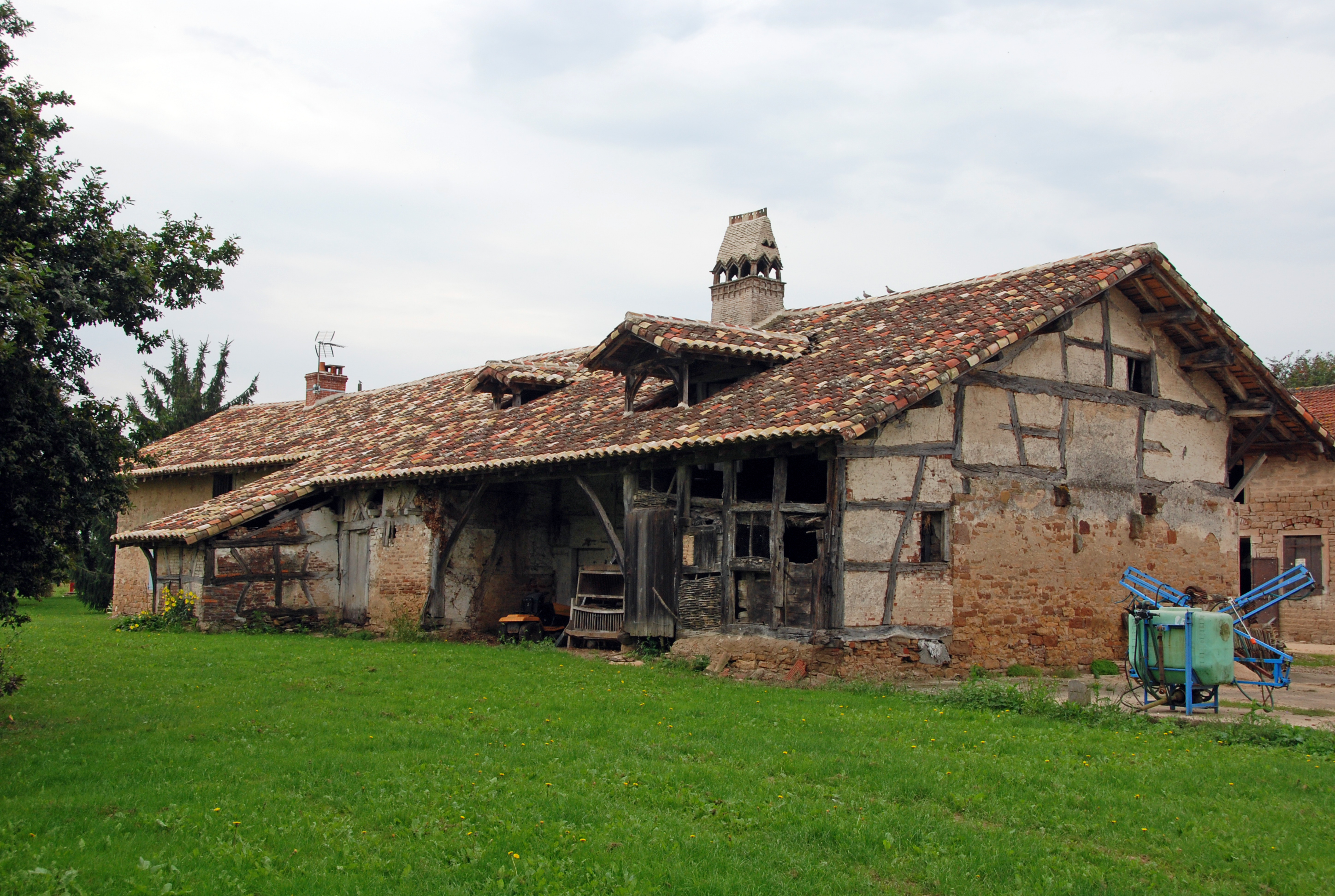
Ferme du Mont
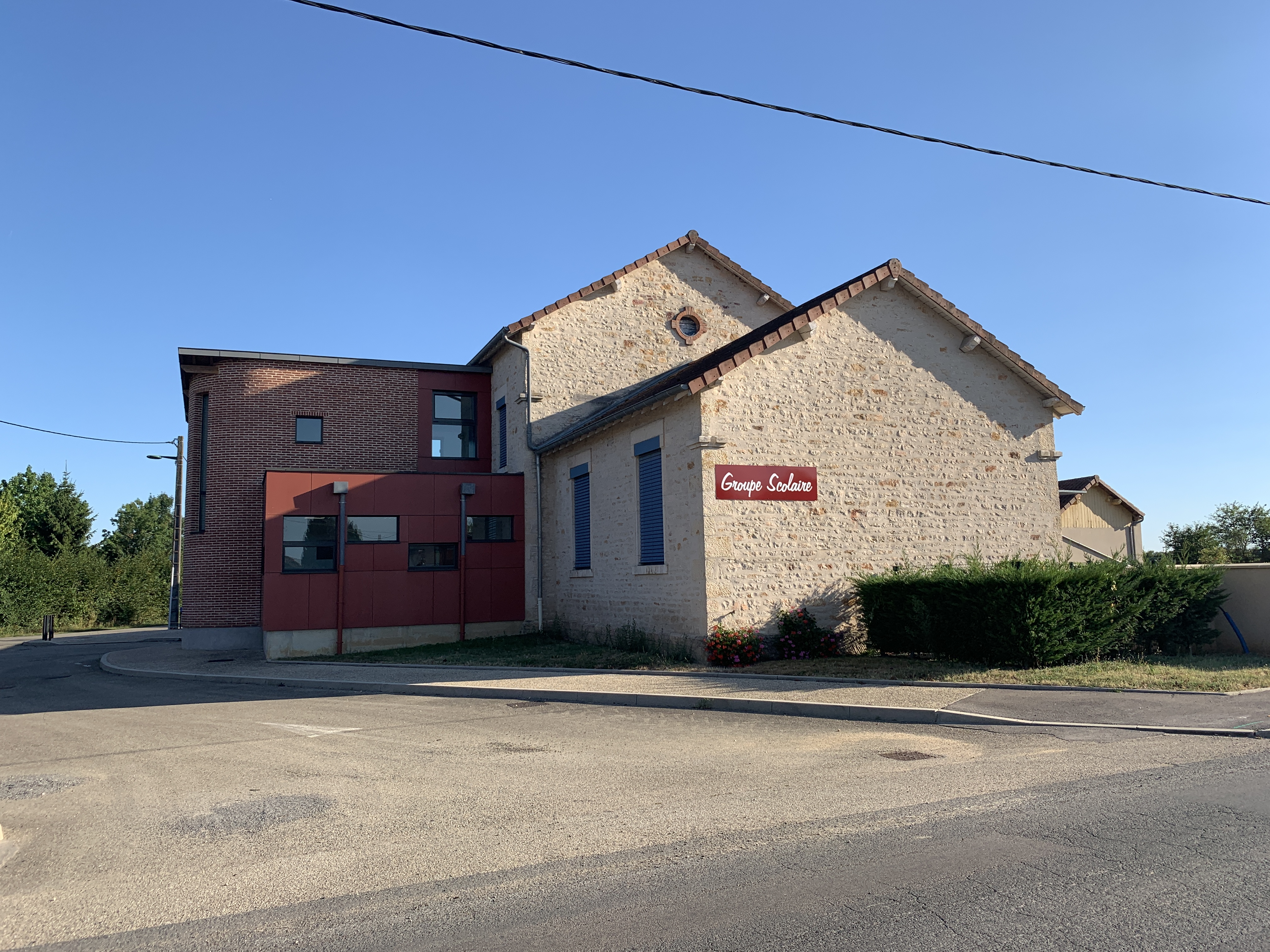
Schule
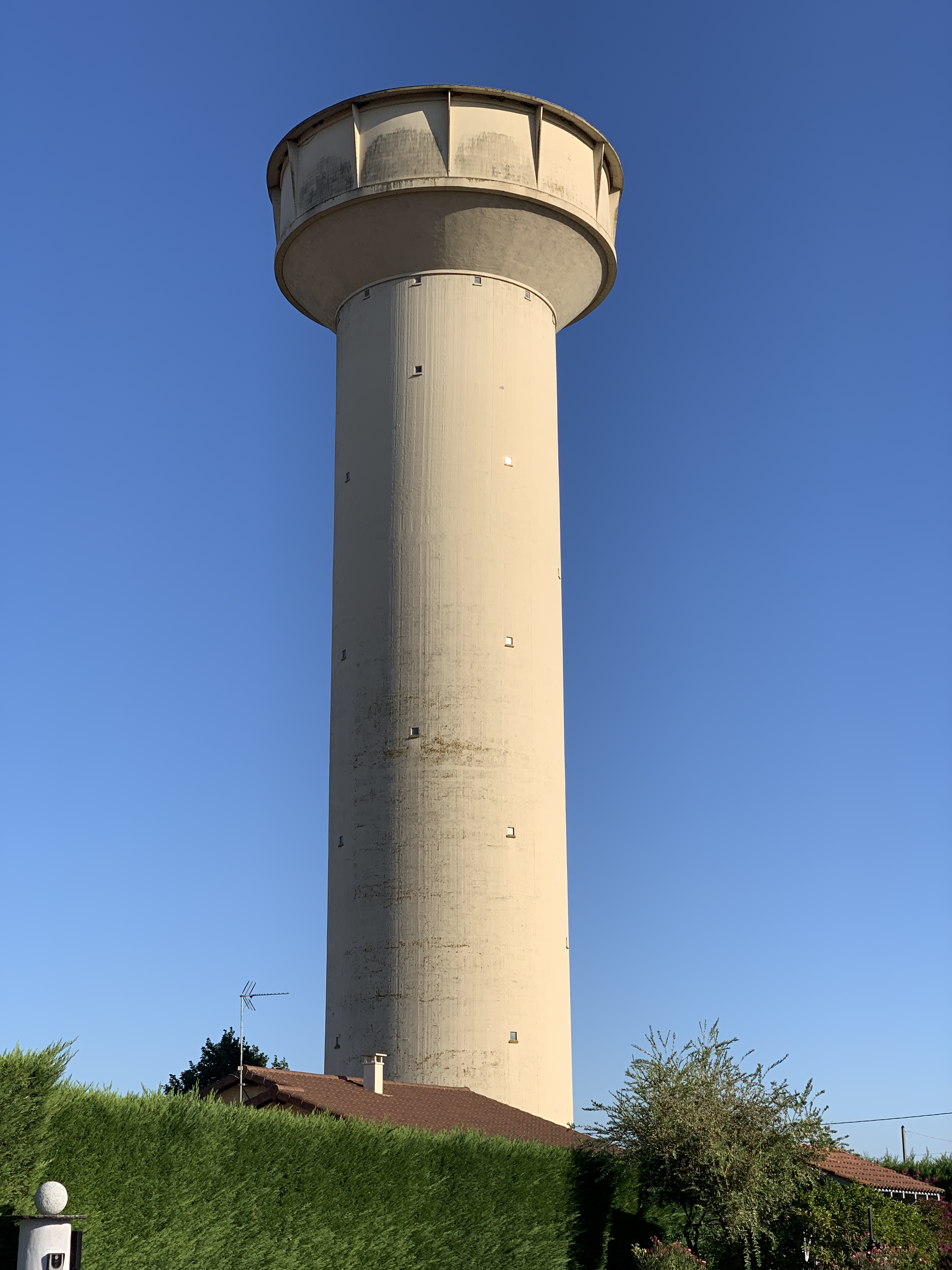
Wasserturm
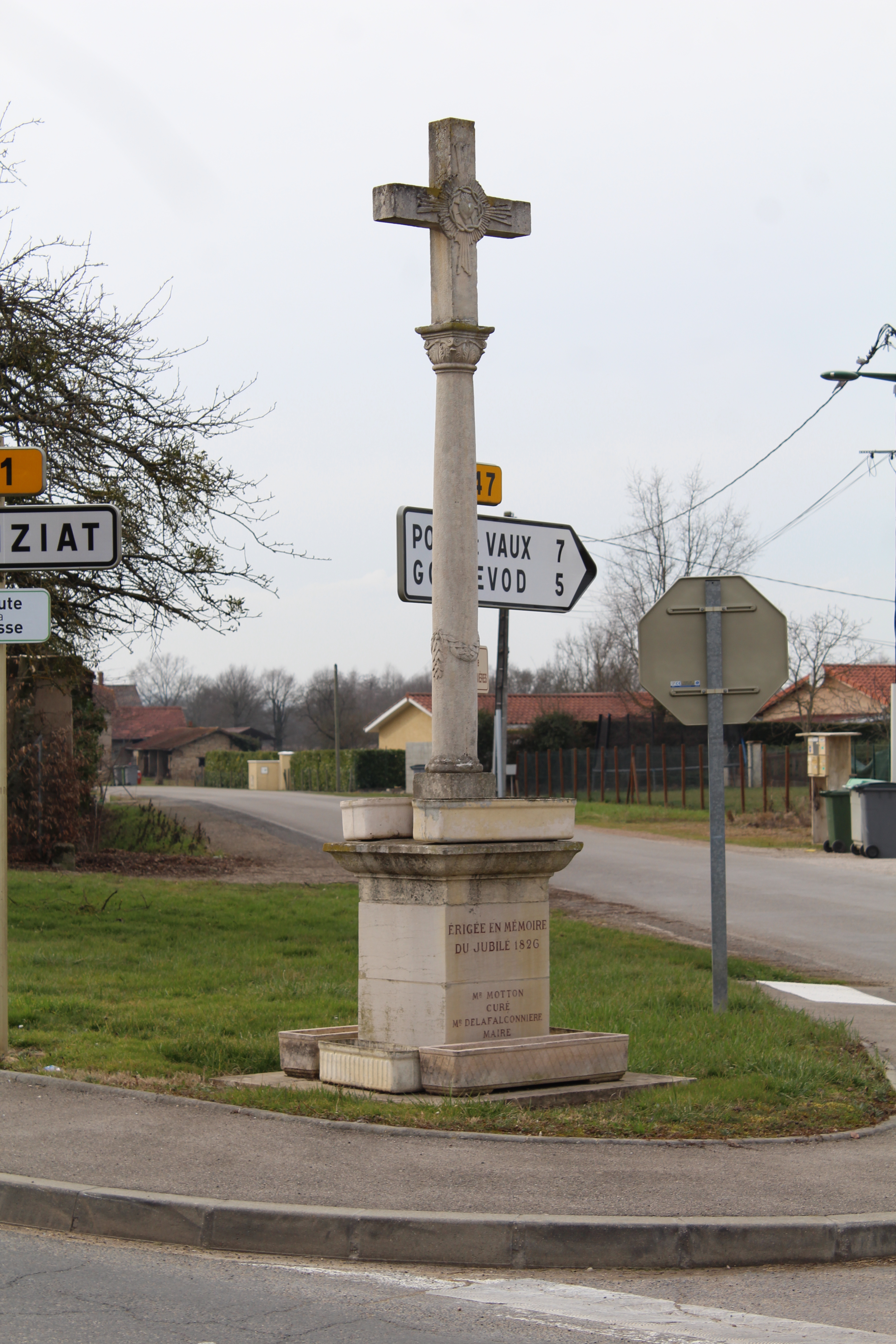
Monumentalkreuz
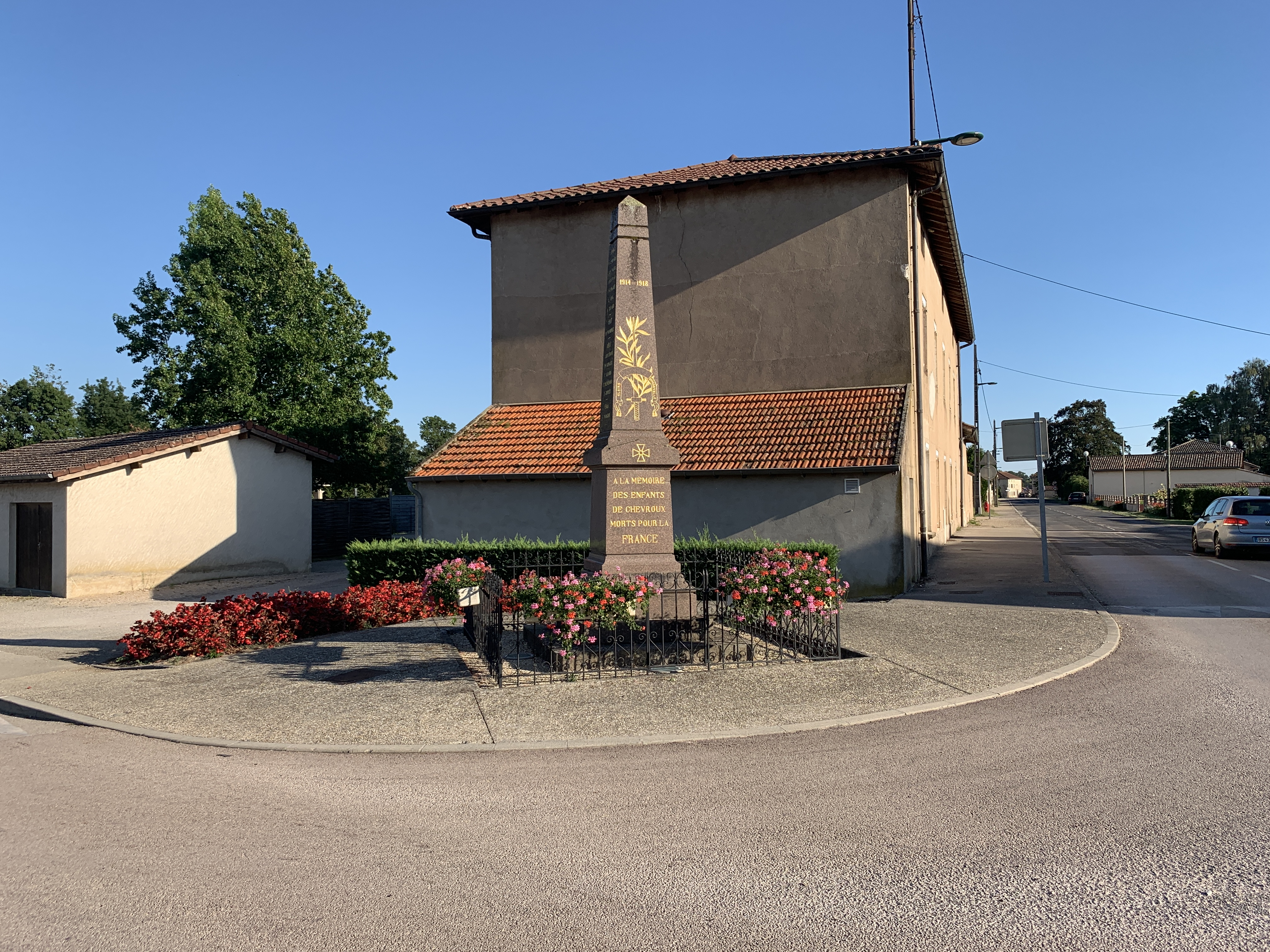
Gefallenendenkmal